# 아서 시먼즈
아서 시먼즈(영어:Arthur Symons) 혹은 아서 윌리엄 시먼즈(1865년 2월 28일 - 1945년 1월 22일)는 영국의 시인, 비평가이자 잡지 편집인이다.

## 생애
웨일즈의 밀포드 헤이븐에서 콘월인 부모의 자식으로 태어난 시몬즈는 학교 생활을 하지 않고 개인적으로 교육받았고, 프랑스와 이탈리아에서 많은 시간을 보냈다. 시몬즈는 1884년부터 1886년까지 네 권의 버나드 콰리치 소유 셰익스피어 4절판 사본을 편집했다. 그는 1891년에는 아테네움 (The Athenaeum), 1894년에는 세터데이 리뷰 (The Saturday Review)에서 근무했다. 그가 편집 실력을 제대로 발휘한 곳는 바로 문예잡지 사보이 (The Savoy)였다.
시몬즈의 첫 운문, <주야>(Days and Nights) (1889)는 극적인 독백으로 이루어져 있다. 시몬즈의 다음 작품은 그의 근대 프랑스 작가 연구, 특히 샤를 보들레르나 폴 베를렌 연구에 영향을 받았다. 그는 작품의 주제와 문체에서 에로티시즘과 생생한 묘사같은 프랑스적 경향을 담았다.
시몬즈는 계간지 옐로우 북 (The Yellow Book)에 그의 중요한 작품들을 기고했으며, 거기 실린 시와 산문은 나중에 문학에서의 상징주의 (The Symbolist Movement in Literature)에서 더 증보되었고 윌리엄 버틀러 예이츠와 T.S. 엘리엇에게 큰 영향을 주게 된다. 1895년부터 1896년까지 그는 오브리 비어즐리와 레나드 스미서즈와 함께 문예잡지 사보이를 편집했다.
사보이의 유명한 기고자로는 예이츠, 조지 버나드 쇼, 조세프 콘라드가 있다. 시몬즈는 1890년 예이츠가 설립한 시인 모임 (The Rhymers' Club)의 회원이기도 하다. 시몬즈의 첫 희곡인 The Minister's Call (1892)은 궁내장관실 (Lord Chamberlain's Office)의 검열을 피하고자 사교모임인 독립 연극 협회 (The Independent Theatre Society)에 의해 상연되었다.
1902년 시몬즈는 그의 초기 운문을 골라 시 선집을 냈다. 그는 가브리엘레 단눈치오의 희곡 죽은 도시 (La città morta) (1899)와 소설 쾌락 (Il Piacere) (1889), 그리고 에밀 베르하렌 (Emile Verhaeren)의 희곡,여명 (Les aubes) (1898)을 번역했다.
To The Poems of Ernest Dowson (1905)에서 시몬즈는 그가 큰 매력을 느낀 영국의 베를린이라 불리던 병든 시인, 어니스트 도손에 대한 서문을 붙였다. 1909년 시몬즈는 정신병으로 고통받았고, 20년간 미미한 양의 글을 썻다. 시몬즈는 수필 Confessions: A Study in Pathology (1930)에서 자신의 내적 붕괴와 치료 과정을 가슴 뭉클하게 서술했다.
1918년, 잡지허영의 세상 (Vanity Fair)은 시몬즈의 보들레르 풍 수필, "The Gateway to an Artificial Paradise: The Effects of Hashish and Opium Compared."를 개재했는데 그 내용은 1889년과 1895년 사이, 존 애딩톤 시몬즈, 어니스트 도손과 발레를 하던 시몬즈의 여자 친구들은 시몬즈의 방에서 다과회를 하며 시몬즈에게서 받은 대마초를 피웠다는 것이다.

## 작품 목록

### 운문과 극
- Days and Nights (1889)
- Silhouettes (1892)
- The Minister's Call (1892). 희곡.
- London Nights (1895)
- Amoris victima (1897)
- Images of Good and Evil (1899)
- Poems in 2 volumes (contains: The Loom of Dreams in the second volume, 1901), (1902)
- Lyrics (1903): An anthology of poetry published in the US only.
- A Book of Twenty Songs (1905)
- The Fool of the World and other Poems (1906)
- A Book of Parodies (1908)
- Poems by Arthur Symons in 2 volumes (1911)
- Knave of Hearts (1913). Poems written between 1894 and 1908.
- Tristan and Iseult: A Play in Four Acts (1917)
- Tragedies (1922)
- Love's Cruelty (1923)
- Jezebel Mort, and other poems (1931)

### 수필
- An Introduction to the study of Browning (1886)
- Studies in Two Literatures (1897)
- Aubrey Beardsley: An Essay with a Preface (1898)
- The Symbolist Movement in Literature (1899; 1919 revised and enlarged)
- Cities (1903), word-pictures of Rome, Venice, Naples, Seville, etc.
- Plays, Acting and Music (1903)
- Studies in Prose and Verse (1904)
- Studies in Seven Arts (1906)
- William Blake (1907)
- Dante Gabriel Rossetti [International Art Series No. I] (1910)
- Figures of Several Centuries (1916)
- Cities and Sea-Coasts and Islands (1918)
- Colour Studies in Paris (1918)
- "The Gateway to an Artificial Paradise: The Effects of Hashish and Opium Compared" (1918)
- Studies in the Elizabethan Drama (1919)
- Charles Baudelaire: A Study (1920)
- Dramatis Personae (1925 – US edition 1923)
- The Cafe Royal and other Essays (1923)
- Notes on Joseph Conrad with some Unpublished Letters (1925)
- From Toulouse-Lautrec to Rodin (1929)
- Studies in Strange Souls (1929). Studies of Rossetti and Swinburne.
- Confessions: A Study in Pathology (1930). A book containing Symons's description of his breakdown and treatment.
- Wanderings (1931)
- A Study of Walter Pater (1932)

### 소설
- Spiritual Adventures (1905). With an autobiographical sketch.